# Палечек, Йозеф
Йозеф Палечек (чеш. Josef Paleček; род. 5 мая 1949, Стари-Колин, Среднечешский край) — чехословацкий и чешский хоккейный нападающий, тренер. Чемпион мира 1972 года, серебряный призёр чемпионата мира 1974 года, бронзовый призёр чемпионата мира 1973 года.

## Биография
Йозеф Палечек всю свою карьеру провёл в чемпионате Чехословакии, играл за команды «Тесла Пардубице», «Дукла Йиглава» и «Градец Кралове». Трижды становился чемпионом Чехословакии (дважды с «Дуклой» и один раз с «Теслой»). Также Палечек выступал за сборную Чехословакии. В 1972 году выиграл золото чемпионата мира в Праге, в 1973 года завоевал бронзовую медаль чемпионата мира, в 1974-м стал серебряным призёром мирового первенства.
После окончания игровой карьеры работал тренером в командах «Пардубице» (1990-92, 1995-2002), «Били Тигржи» (2003-07), «Энергия Карловы Вары» (2008-10), был ассистентом Алоиза Гадамчика в сборной Чехии (2006-08, 2010-14). Привёл либерецких хоккеистов к первым медалям в истории клуба (бронза чешской Экстралиги 2005 и 2007 годов), команду из Карловых Вар к историческому первому чемпионскому титулу в 2009 году, а в сборной Чехии в качестве ассистента главного тренеры трижды был призёром мировых чемпионатов (серебро и два бронзы).
3 ноября 2016 года был принят в Зал славы чешского хоккея.

## Достижения

### Игрок
- Чемпион мира и Европы 1972
- Серебряный призёр чемпионата мира и Европы 1974
- Бронзовый призёр чемпионата мира и Европы 1973
- Чемпион Европы среди юниоров 1968
- Чемпион Чехословакии 1969, 1970 и 1973
- Серебряный призёр чемпионатов Чехословакии 1975 и 1976
- Бронзовый призёр чемпионата Чехословакии 1974

### Тренер
- Серебряный призёр чемпионата мира 2006
- Бронзовый призёр чемпионатов мира 2011 и 2012
- Чемпион Чехии 2009
- Бронзовый призёр чемпионатов Чехии 2005 и 2007

## Статистика
- Чемпионат Чехословакии — 451 игра, 171 шайба
- Сборная Чехословакии — 62 игры, 16 шайб
- Всего за карьеру — 513 игр, 187 шайб